# توماس بولز
توماس بولز هو قاضي ومحامي وسياسي أمريكي، ولد في 16 يوليو 1837 في كلاركسفيل في الولايات المتحدة، وتوفي في 13 مارس 1905 في فورت سميث في الولايات المتحدة. نشط حزبياً في الحزب الجمهوري. وقد انتخب عضو مجلس النواب الأمريكي ‏.